# Boni Noëlle Ekponon
 (novembre 2024).
Boni Noëlle Ekponon, ancienne députée à l'assemblée nationale et maire de la commune de Guéyo, est une femme politique ivoirienne.

## Biographie

### Origines et débuts
Boni Noëlle Ekponon, de son nom de jeune fille Boni-Noëlle N’Guessan est l'épouse de Ekponon. Sans éducation scolaire poussée, elle se lance en autodidacte en politique avec la volonté de faire bouger les choses.

### Carrière politique
Boni Noëlle Ekponon est élue députée de la communauté Agni Sanwi de Tiassalé en 2016 sous la bannière "indépendant"  lors des élections législatives de 2016. Elle adhère par la suite au Rassemblement des Houphouétistes pour la démocratie et la paix (RHDP). 
Durant la pandémie de Covid-19, elle offre des kits sanitaires aux ressortissants de la Communauté dont elle est la représentante politique. Elle apporte en 2020 une assistance aux enfants scolarisés de sa commune.
En 2023, elle est élue conseillère communale lors élections municipales et régionales de 2023, puis maire de la commune Gueyo le 20 septembre 2023,. Elle se déclare proche et admirative de Euphrasie Kouassi Yao,.